# Ellen Johnson Sirleaf
Ellen Johnson Sirleaf (Monròvia, 29 d'octubre de 1938) és una política i economista liberiana. Va ser presidenta de Libèria entre 2006 i 2018. És la primera dona que ha assolit la presidència d'un país africà mitjançant eleccions democràtiques.
El 7 d'octubre del 2011 va rebre el Premi Nobel de la Pau, compartit amb la seva compatriota Leymah Gbowee i amb la iemenita Tawakul Karman. També va rebre el Premi Indira Gandhi de mans del president indi Pranab Mukherjee el 12 de setembre de 2013. L'any 2016 va ser catalogada a la llista de la revista Forbes com una de les 100 dones més poderoses del món.

## Biografia
Ellen Johnson-Sirleaf va néixer a Monròvia, la capital de Libèria, i va ser educada pels seus pares. Per part del seu pare és de l'ètnia gola (1/2) i per part de la seva mare de l'ètnia kru (1/4) i alemanya (1/4).
El pare de Johnson-Sirleaf, Jahmale Carney Johnson, va néixer en una zona rural pobra. Va ser el fill d'un cap Gola de nom Jenneh, a Julijuah, al comtat de Bomi. El seu pare va ser enviat a Monròvia, on el seu cognom va ser canviat a Johnson per la lleialtat del seu pare al president Hilary R. W. Johnson, el primer president que va néixer a Libèria. El pare de Johnson-Sirleaf es va convertir en el primer liberià provinent d'un grup d'una ètnia indígena a ocupar un càrrec al congrés nacional.
La seva mare també va néixer en la pobresa a Greenville, Libèria. La seva àvia Juah Sarwee va enviar la mare de Johnson-Sirleaf a Monròvia quan l'avi alemany de Johnson-Sirleaf va haver de fugir del país després que Monròvia li declarés la guerra a Alemanya durant la Primera Guerra Mundial. Cecilia Dunbar, membre d'una prominent família estatunidenco-liberiana, va adoptar i criar la mare de Johnson-Sirleaf.
Encara que no sigui amèrico-liberiana per descendència, Johnson-Sirleaf es considera culturalment estatunidenco-liberiana.
Johnson-Sirleaf va estudiar des de 1948 fins a 1955 en el Col·legi d'Àfrica Occidental a Monròvia. Es va casar amb James Sirleaf quan tenia 17 anys. Va viatjar als Estats Units el 1961 per continuar els seus estudis a la Universitat de Colorado, on va obtenir un grau. Johnson-Sirleaf va començar a estudiar economia a Harvard de 1969 a 1971, guanyant un màster en Administració Pública.

### Carrera
Va tornar al seu país per treballar sota el govern deWilliam Tolbert. Va servir com a ministra d'Hisenda de 1972 a 1973 en el govern deTolbert. Va renunciar després d'entrar en un desacord sobre despeses. Uns anys més tard, el sergent Samuel Doe, membre del grup ètnic indígena Krahn, va prendre el poder en un cop militar i el President William Tolbert va ser executat juntament amb diversos membres del seu gabinet per un escamot d'afusellament. El Consell de Redempció del Poble va prendre el control del país i va encapçalar una purga contra l'ex govern. Johnson-Sirleaf en va aconseguir escapar i es va exiliar a Kenya. Des de 1983 fins a 1985 va exercir com a directora del banc Citibank a Nairobi. Quan Samuel Doe es va autoproclamar president de Libèria, Johnson-Sirleaf va decidir tornar al seu país d'origen a participar en les eleccions i enfrontar-se a Doe. Va ser posada sota arrest domiciliari per aquest fet, i va ser condemnada a 10 anys de presó, tot i que no els va cumplir a l'acceptar l'oferta de tornar un cop més a l'exili.
Es va traslladar a Washington, on va treballar pel Banc Mundial. El 1981 es va traslladar a Nairobi (Kenya) on va servir com a Vicepresidenta de l'Oficina Regional del banc Citibank. Més tard va treballar pel Banc de l'Equador, a Washington. De 1992 a 1997 va treballar com a Directora de l'Oficina Regional per a l'Àfrica del Programa de Desenvolupament de les Nacions Unides. Va tornar a Libèria durant els disturbis civils i es va commoure quan Samuel Doe va ser assassinat per un grup escindit de Charles Taylor del Front Patriòtic Nacional de Libèria. Inicialment, ella va recolzar a Taylor en la sagnant rebel·lió contra el president Samuel Doe el 1990, però més tard va passar a oposar-se a ell. Un govern provisional va ser posat en el poder, liderat per una successió. El 1997, ella es va postular per a les eleccions presidencials de 1997, on va obtenir el segon lloc en una polèmica elecció, perdent davant Charles Taylor aconseguint un 10% dels vots davant el 75% de Taylor. Molts observadors van dir que l'elecció va ser justa, encara que aviat Johnson-Sirleaf va ser acusada de traïció.

### Política
L'any 1999 la Guerra Civil va tornar a la regió i Taylor va ser acusat d'interferir amb els seus veïns, fomentant els disturbis i la rebel·lió. L'11 d'agost de 2003, després de molta persuasió, Charles Taylor va lliurar el poder al seu suplent Moses Blah. El nou govern provisional i els grups rebels van signar un històric acord de pau i van acordar la instal·lació d'un nou cap d'Estat. Ellen Johnson-Sirleaf es va proposar com una possible candidata, però al final els diversos grups van seleccionar a Gyude Bryant, un polític neutral. Johnson-Sirleaf va exercir com a cap de la Comissió per a la Reforma de la gobernança. Johnson-Sirleaf va exercir un paper actiu al govern de transició del país preparant-se per a les eleccions de 2005, i, finalment, es va postular per a la presidència en contra del seu rival, l'exfutbolista internacional, George Weah. Johnson-Sirleaf va obtenir una ajustada majoria. L'anunci de la nova líder es va ajornar fins que les investigacions que es van dur a terme.
En la primera volta de les eleccions, la seva candidatura va ser la segona més votada amb 175.520 vots, passant a la segona volta definitiva en la qual es va enfrontar a George Weah. L'11 de novembre de 2005, amb un escrutini del 97% dels vots, la Comissió Electoral Nacional de Libèria va declarar a Johnson-Sirleaf guanyadora de les eleccions, resultat no acceptat pel seu oponent George Weah, que va presentar un recurs davant el Tribunal Suprem liberià demanant que se suspengués l'escrutini per suposades irregularitats. Les acusacions de frau van ser rebutjades pels observadors internacionals i per la comissió electoral, que el 23 de novembre va confirmar el triomf de Johnson-Sirleaf.
El 23 de novembre de 2005, Ellen Johnson-Sirleaf va ser declarada la guanyadora de les eleccions en Libèria i es va confirmar com la propera presidenta del país. La seva presa de poder, a la qual van assistir nombrosos dignataris estrangers, inclosa la primera dama dels EUA Laura Bush i la secretària d'Estat Condoleezza Rice, va tenir lloc el dilluns 16 de gener de 2006.
El 26 de juliol de 2007, la Presidenta Johnson-Sirleaf va celebrar el 160è aniversari de la Independència de Libèria. Va demanar a l'activista de 25 anys, Kimmie Weeks, servir com a Oradora Nacional per a les celebracions. Kimmie es va convertir en l'Oradora Nacional més jove de Libèria en més d'un centenar d'anys i va pronunciar un discurs de gran abast. Va demanar que el govern li doni prioritat a l'educació i a l'atenció de la salut. Uns dies més tard, la Presidenta Sirleaf va emetre una Ordre Executiva en la qual l'educació primària va ser declarada gratuïta i obligatòria per a tots els nens en edat escolar.
El març de 2012 es va veure embolicada en una forta polèmica per unes declaracions en les quals defensava la criminalització de l'homosexualitat al seu país en un moment en el qual es debatien dos projectes per endurir les penes. A causa d'això, l'ex primer ministre britànic Tony Blair, present en l'acte en el qual Johnson-Sirleaf va pronunciar aquestes declaracions, va declarar sentir-se avergonyit i organitzacions defensores dels drets dels homosexuals han començat una campanya perquè li sigui retirat el Premi Nobel.
La presidenta Johnson-Sirleaf és una membre del Consell de Dones Capdavanteres Mundials, una xarxa internacional de dones Presidentes i Primeres Ministres (actuals o passades), la missió de les quals és mobilitzar el major nivell de dones dirigents a nivell mundial per a l'acció col·lectiva sobre qüestions d'importància com un desenvolupament equitatiu.

## Vida personal
La Sra. Sirleaf es va casar l'any 1956 amb James Sirleaf, de qui més tard es va divorciar. Va tenir quatre fills i té vuit nets. A més, el seu nebot, Emmanuel Sumana Elsar va ser el seu conseller polític durant les eleccions presidencials del 2005 en contra de George Weah. El desembre de 2021, James Sirleaf, un dels fills d'Ellen Sirleaf, va morir a la seva residència a Libèria en circumstàncies desconegudes.